# 拉热迈
拉热迈（法語：La Jemaye，法語發音：[la ʒəmaj]）是法国多尔多涅省的一个旧市镇，属于佩里格区。2017年，拉热迈和相邻的蓬泰罗合并为新市镇拉热迈-蓬泰罗，拉热迈为新市镇行政中心。

## 地理
拉热迈（45°10'12"N, 0°15'28"E）面积29.12 平方千米，位于法国新阿基坦大区多爾多涅省，该省份为法国西南部内陆省份，是法國本土面积第三大的省，大致对应佩里戈尔地区，北起顺时针与夏朗德省、上维埃纳省、科雷兹省、洛特省、洛特-加龙省、吉倫特省和滨海夏朗德省接壤。
与拉热迈接壤的市镇（或旧市镇、城区）包括：旺克桑、锡奥拉克-德里贝拉克、圣安德烈德杜布勒、圣米歇尔德杜布勒、埃舒尼亚克、圣樊尚雅尔穆捷、蓬泰罗。

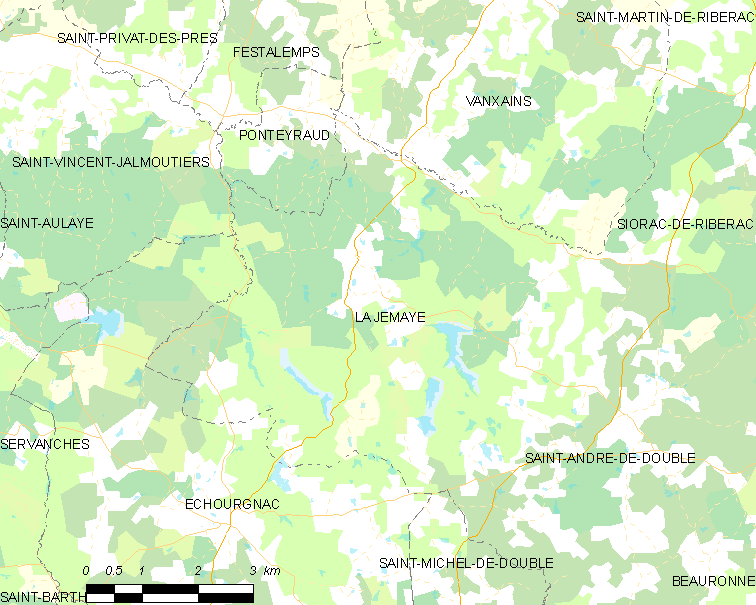
拉热迈的OSM定位图

拉热迈的时区为UTC+01:00、UTC+02:00（夏令时）。

## 行政
拉热迈的邮政编码为24410，INSEE市镇编码为24216。

## 政治
拉热迈所属的省级选区为里贝拉克县。

## 人口

1962-2008年间拉热迈人口变化图示

拉热迈于2018年1月1日时的人口数量为111人。